# آینه‌های ناگهان
آینه‌های ناگهان نام کتاب شعری از قیصر امین پور است که گزیده‌ای از شعرهای او میان سال‌های ۱۳۶۴ تا ۱۳۷۱ در این دفتر آمده‌است.  آینه‌های ناگهان نخستین بار در سال ۱۳۷۲ توسط انتشارات افق منتشر شده‌است. این کتاب دارای دو دفتر و در ۱۶۸ صفحه در قطع رقعی چاپ شده‌است.

## شعرها
دفتر اول
دردواره‌ها
غروب
استحاله
روز مبادا
جرئت دیوانگی
رفتار من عادی است
نامی از هزار نام
نه گندم و نه سیب
حسرت همیشگی
همزاد عاشقان جهان
عصر جدید
هرچه هستی، باش
سوگند
قاف
سطرهای سفید
خانه‌تکانی
حرف آینه‌ها
هنوز
پیشواز
نوبت
میهمان سرزده
اعتراف
اشتقاق
سرود صبح
آواز عاشقانه
کودکی‌ها
حرفی از نام تو
خسته‌ام از این کویر
جنگل خاطره
مهمانی
آرزوی عاشقان
خمیازهٔ فریاد
اگر عشق نبود
نامه‌ای برای تو
چرا چنین
اگر دل دلیل است
آبروی آب

{{فهرست چندستونی|۴|
دفتر دوم
بر شانهٔ شما
بگذار عاشقانه بگویم
خورشید روستا
قطعنامهٔ جنگل
آرزو
دو تصویر
باده از ما مست شد
باران زرد
در سوگ خویش
باد بی‌قراری
تعبیر خواب
پرده‌های دیدار
فردا
فلسفهٔ ساده
خبرهای داغ
نامی برای تو
کوچه‌های کوفه
حمل آفتاب
پنجره
آینه
رفتن رسیدن است
حکم آغاز طوفان
فصل تقسیم
بی‌قراری
اجازه
سبز
نیایش
ترانه
نی‌نامه}